# Ytterån
Ytterån är en ort vid Storsjön i Krokoms kommun i Jämtland. Orten är belägen vid E14. 2015 justerade SCB definitionen för tätorter något, varvid man fann att avstånden mellan de olika husområdena är för stort för att området skall kunna utgöra en gemensam tätort och delarna har för få boende för att i sig kunna utgöra tätorter. Vid avgränsningen 2023 hade sedan befolkningen i den västra, Ytterån västra sjunkit till under 50 och den avregistrerades som småort. 

## Historia
Ytteråns historia har präglats av industrin och av brunnsturismen. På 1700-talet fanns en tullkvarn, sågverk och smedja i Ytterån. År 1863 byggdes Ytterå valskvarn och på 1880-talet anlades den stora ångsågen. Industrinverksamheten ledde till att befolkningen ökade på 1870- och 1880-talen. I samband med en sågverksstrejk 1882 fick arbetarrörelsen sin start i Jämtland. År 1885 började Jämtlands äldsta missionsförsamling, Ytterå-Näldens friförsamling, sin verksamhet. 

### Kurortstiden
År 1756 upptäckte prosten Tideman de hälsosamma källorna. De var tre till antalet och benämndes Ytterå hälsobrunn. Tideman tog med släkt och vänner dit. Den jämtska sociteten följde snart efter. Vid slutet av 1700-talet fanns här alltså en enklare brunnsanstalt.
Mer allmänt började källorna besökas på 1860-talet, då ett badhus byggdes. När järnvägen kom 1882 tog kurortsturismen verklig fart. Att resa från Stockholm tog då cirka 25 timmar, med nattuppehåll i Bollnäs. 
1886 grundades Ytterå Brunns- och Badanstalt. Här hade man tillgång till bad i olika former, sjukgymnastik, massage och elektricitetsbehandling. Läkare från Stockholm fanns också på plats.
Ytterån hade under denna tid fem hotell och på en holme i Storsjön fanns restaurant, kägelbana och dansbana. Bad- och kurortsverksamheten upphörde mot slutet av 1910-talet. 
Efter brunnsepoken fortsatte småindustrin att utvecklas i Ytterån. Här anlades till exempel en tjärfabrik och en kaggfabrik. Från och med andra hälften av 1900-talet har orten fått minskad betydelse. 

### Befolkningsutveckling
| Befolkningsutvecklingen i Ytterån 1960–2010 | Befolkningsutvecklingen i Ytterån 1960–2010 | Befolkningsutvecklingen i Ytterån 1960–2010 | Befolkningsutvecklingen i Ytterån 1960–2010 | Befolkningsutvecklingen i Ytterån 1960–2010 |
| ------------------------------------------- | ------------------------------------------- | ------------------------------------------- | ------------------------------------------- | ------------------------------------------- |
|                                             |                                             |                                             |                                             |                                             |
| År                                          |                                             |                                             | Folkmängd                                   | Areal (ha)                                  |
| 1960                                        | 1960                                        |                                             | 325                                         |                                             |
| 1965                                        | 1965                                        |                                             | 255                                         |                                             |
| 1975                                        | 1975                                        |                                             | 222                                         |                                             |
| 1990                                        | 1990                                        |                                             | 250                                         | 102                                         |
| 1995                                        | 1995                                        |                                             | 221                                         | 103                                         |
| 2000                                        | 2000                                        |                                             | 202                                         | 103                                         |
| 2005                                        | 2005                                        |                                             | 203                                         | 103                                         |
| 2010                                        | 2010                                        |                                             | 204                                         | 103                                         |
| 2015                                        | 2015                                        |                                             | 202                                         | 110#                                        |
| Anm.: Ej tätort 2015. # Som småort.         |                                             |                                             |                                             |                                             |

## Sevärdheter
Ytteråns största sevärdhet idag är Mus-Olles museum.